# Ravia
Ravia város az Amerikai Egyesült Államok Oklahoma államában, Johnston megyében. Lakosainak száma 464 fő (2020. április 1.).

## Népesség
A település népességének változása:
| Lakosok száma | 459  | 528  | 464  |
|               | 2000 | 2010 | 2020 |